# Drew Nicholas
Pour les articles homonymes, voir Nicholas.
Andrew « Drew » Nicholas, né le 17 mai 1981 à Hempstead, est un joueur américain de basket-ball.

## Biographie
Après avoir effectué sa carrière universitaire à l'université du Maryland, il rejoint l'Italie, évoluant en LegaDue, deuxième division italienne. La saison suivante, il rejoint la LegA puis termine sa saison en Espagne dans le club du Tau Vitoria. 
Revenu en Italie, il signe au Benetton Trévise. Sa saison est ponctuée par le trophée Alphonso-Ford lors de l'Euroligue 2005-2006, trophée qui récompense le meilleur marqueur de la saison.
À l'intersaison, il rejoint le club truc Efes Pilsen. Sa carrière dans ce dernier club est perturbée en février, ainsi que ses coéquipiers américains, par son refus de se rendre en Serbie, sur les recommandations du gouvernement américain à la suite des tensions existant après la déclaration du Kosovo.
En juin 2008, il est recruté par le club grec du Panathinaïkos. En juillet 2011, il part à l'Olimpia Milan et en juillet 2012, Drew Nicholas rejoint le CSKA Moscou mais en novembre son contrat est annulé.

## Distinctions personnelles
- Vainqueur du trophée Alphonso-Ford du meilleur marqueur de l'Euroligue lors de l'Euroligue 2005-2006
- Meilleur marqueur de LegA en 2005
- Meilleur marqueur de LegADue en 2004